# Шкаров
Шкаров (укр. Шкарів) — село в Бабинской сельской общине Ровненского района Ровненской области Украины.
До 2020 года входило в Гощанский район.
Население по переписи 2001 года составляло 381 человек. В 2010 году зарегистрировано 354 человека. Почтовый индекс — 35475. Телефонный код — 3650.